# Ciré-d'Aunis
Ciré-d'Aunis è un comune francese di 1 186 abitanti situato nel dipartimento della Charente Marittima nella regione della Nuova Aquitania.

## Società

### Evoluzione demografica
Abitanti censiti